# Realismo dependiente del modelo
El realismo dependiente del modelo es una visión de la investigación científica que se centra en el papel de los modelos científicos de los fenómenos. Afirma que la realidad debe ser interpretada con base en estos modelos, y donde varios modelos se superponen al describir un tema en particular, existen realidades múltiples, igualmente válidas. Afirma que no tiene sentido hablar de la "verdadera realidad" de un modelo, ya que nunca podemos estar absolutamente seguros de nada. Lo único significativo es la utilidad del modelo. El término "realismo dependiente del modelo" fue acuñado por Stephen Hawking y Leonard Mlodinow en su libro de 2010, El gran diseño.

## Sinopsis
El realismo dependiente del modelo afirma que todo lo que podemos saber sobre la "realidad" consiste en redes de imágenes del mundo que explican las observaciones conectándolas mediante reglas a conceptos definidos en los modelos. ¿Se encontrará una teoría definitiva de todo? Hawking / Mlodinow sugieren que no está claro:
```
   En la historia de la ciencia, hemos descubierto una secuencia de mejores y mejores teorías o modelos, desde Platón hasta la teoría clásica de Newton y las teorías cuánticas modernas. Es natural preguntar: ¿Esta secuencia eventualmente alcanzará un punto final, una teoría final del universo, que incluirá todas las fuerzas y predecirá cada observación que podamos hacer, o continuaremos encontrando siempre mejores teorías, pero nunca una que no pueda ser ¿mejorado? Todavía no tenemos una respuesta definitiva a esta pregunta ...
[
4
]

   - Stephen Hawking y Leonard Mlodinow, The Grand Design, p.8
```

Una imagen del mundo consiste en la combinación de un conjunto de observaciones acompañado por un modelo conceptual y por reglas que conectan los conceptos del modelo con las observaciones. Las diferentes imágenes del mundo que describen datos particulares igualmente bien tienen todas las mismas afirmaciones como válidas. No es necesario que una imagen del mundo sea única, o incluso que los datos seleccionados incluyan todas las observaciones disponibles. El universo de todas las observaciones en la actualidad está cubierto por una red de imágenes superpuestas del mundo y, cuando se produce superposición; existen imágenes del mundo múltiples, igualmente válidas. En la actualidad, la ciencia requiere múltiples modelos para abarcar las observaciones existentes:
```
   Al igual que los mapas superpuestos en una proyección de Mercator, donde los rangos de las diferentes versiones se superponen, predicen los mismos fenómenos. Pero así como no existe un mapa plano que sea una buena representación de la superficie completa de la Tierra, no existe una sola teoría que sea una buena representación de las observaciones en todas las situaciones
[
5
]

   - Stephen Hawking y Leonard Mlodinow, The Grand Design, p.9
```

Cuando se encuentran varios modelos para el mismo fenómeno, ningún modelo individual es preferible a los demás dentro de ese dominio de superposición.

## Selección de modelo
Ver también: Explicación científica
Si bien no rechaza la idea de "la realidad como es en sí misma", el realismo dependiente del modelo sugiere que no podemos conocer la "realidad tal como es en sí misma", sino solo una aproximación de la misma por el intermediario de modelos. La visión de los modelos en el realismo dependiente del modelo también está relacionada con el enfoque instrumentalista de la ciencia moderna, que un concepto o teoría debe evaluarse por la eficacia con que explica y predice los fenómenos, en oposición a la precisión con que describe la realidad objetiva (una cuestión posiblemente imposible de establecer). Un modelo es un buen modelo si:
```
   Es elegante
   Contiene pocos elementos arbitrarios o ajustables
   Está de acuerdo y explica todas las observaciones existentes
   Hace predicciones detalladas sobre observaciones futuras que pueden refutar o falsificar el modelo si no se corroboran.
```

"Si las modificaciones necesarias para acomodar nuevas observaciones se vuelven demasiado barrocas, señala la necesidad de un nuevo modelo". Por supuesto, una evaluación como esa es subjetiva, como lo son los otros criterios. Según Hawking y Mlodinow, incluso los modelos muy exitosos actualmente en uso no satisfacen todos estos criterios, que son de naturaleza aspiracional.